# أحمد سعيد عبيد الصويل
أحمد سعيد عبيد الصويل برلماني يمني، عضو في مجلس النواب، رئيس لجنة الإعلام و الثقافة و السياحة عن الدورة البرلمانية 2003-2009 والكتلة البرلمانية للمستقلين عن الدائرة الانتخابية رقم (143) بمحافظة حضرموت. من مواليد القادة، مديرية غيل باوزير محافظة حضرموت. حاصل على ماجستير إعلام.

## فترة المجلس
باتفاق عرف باسم «إتفاق فبراير» تمددت فترة المجلس لمدة عامين، وبقيام ثورة الشباب اليمنية لم تُجرَ الانتخابات، وبحسب إتفاق المبادرة الخليجية تمددت لمدة عامين آخرين حتى 2013. ولكن نظراً للأزمة السياسية المستمرة منذ ذلك العام واندلاع الحرب القائمة منذ 2015 لم يتسنى انتخاب مجلس نواب جديد، ولا تزال الشرعية متجسدة في المجلس المنتخب عام 2003 حتى اليوم.